# T'Sabit
T'Sabit é um distrito localizado na província de Adrar, no centro-sul da Argélia. Em 2008, sua população era de 17 207 habitantes.

## Comunas
O distrito está dividido em duas comunas:
- T'Sabit
- Sbaa